# Rima Salah
Rima Salah, född 1943, är en jordansk FN-tjänsteman, och före detta ställföreträdande generaldirektör för Unicef från 2004 till 2007. Hon har tidigare varit Unicefs regionaldirektör för Väst- och Centralafrika ansvarig för Unicefs arbete i 23 länder från 1999 till 2004 och Unicefs landdirektör i Vietnam och Burkina Faso. Hon har en Ph.D. I kulturantropologi från State University of New York och började arbeta för Unicef 1987.